# Championnat d'Amérique du Sud masculin de basket-ball des moins de 17 ans
Cet article traite de l'épreuve masculine. Pour la compétition féminine, voir Championnat d'Amérique du Sud féminin de basket-ball des moins de 17 ans.
Le Championnat d’Amérique du Sud masculin de basket-ball des moins de 17 ans est une compétition masculine de basket-ball qui oppose les meilleures sélections nationales d’Amérique du Sud des joueurs de moins de 17 ans. Elle est organisée par la FIBA Amériques depuis 1955 et tous les 2 ans depuis 1973. Le titre de champion d'Amérique du Sud se joue entre 8 sélections des différentes zones d'Amérique du Sud. Les trois premières équipes à l'issue de la compétition se qualifient directement pour le Championnat des Amériques masculin de basket-ball des moins de 18 ans pour ensuite tenter de se qualifier pour la Coupe du monde masculine de basket-ball des 19 ans et moins.

## Palmarès
| Édition | Année | Pays hôte             | Finale         | Finale | Finale    | Petite finale | Petite finale | Petite finale | MVP               |
| Édition | Année | Pays hôte             | Champion       | Score  | Deuxième  | Troisième     | Score         | Quatrième     | MVP               |
| ------- | ----- | --------------------- | -------------- | ------ | --------- | ------------- | ------------- | ------------- | ----------------- |
| 1re     | 1955  | Cúcuta                | Argentine      |        | Brésil    | Uruguay       |               | Chili         | non mis en place  |
| 2e      | 1972  | Santiago              | Argentine (2)  |        | Brésil    | Uruguay       |               | Chili         | non mis en place  |
| 3e      | 1973  | Bahía Blanca          | Argentine (3)  |        | Brésil    | Uruguay       |               | Venezuela     | non mis en place  |
| 4e      | 1975  | Araraquara            | Brésil         |        | Argentine | Uruguay       |               | Chili         | non mis en place  |
| 5e      | 1977  | Guayaquil             | Brésil (2)     |        | Argentine | Uruguay       |               | Équateur      | non mis en place  |
| 6e      | 1979  | Montevideo            | Brésil (3)     |        | Argentine | Uruguay       |               | Paraguay      | non mis en place  |
| 7e      | 1981  | Caracas               | Argentine (4)  |        | Brésil    | Uruguay       |               | Paraguay      | non mis en place  |
| 8e      | 1982  | Montevideo            | Uruguay        |        | Argentine | Brésil        |               | Paraguay      | non mis en place  |
| 9e      | 1984  | Pereira               | Brésil (4)     |        | Venezuela | Argentine     |               | Uruguay       | non mis en place  |
| 10e     | 1986  | Rosario               | Brésil (5)     |        | Argentine | Venezuela     |               | Uruguay       | non mis en place  |
| 11e     | 1988  | San Salvador de Jujuy | Argentine (5)  |        | Brésil    | Uruguay       |               | Paraguay      | non mis en place  |
| 12e     | 1990  | Santa Fe              | Argentine (6)  |        | Brésil    | Uruguay       |               | Venezuela     | non mis en place  |
| 13e     | 1992  | Quito                 | Brésil (6)     |        | Argentine | Uruguay       |               | Équateur      | non mis en place  |
| 14e     | 1994  | Oruro                 | Argentine (7)  | 84–75  | Venezuela | Brésil        | 78–66         | Uruguay       | non mis en place  |
| 15e     | 1996  | Ibarra                | Argentine (8)  | 96–73  | Brésil    | Uruguay       | 84–82         | Venezuela     | non mis en place  |
| 16e     | 1998  | Córdoba               | Brésil (7)     | 78–77  | Argentine | Venezuela     | 81–77         | Paraguay      | non mis en place  |
| 17e     | 2000  | Cali                  | Argentine (9)  | 85–81  | Brésil    | Venezuela     | 111–84        | Colombie      | non mis en place  |
| 18e     | 2005  | Barquisimeto          | Argentine (10) | 80–68  | Uruguay   | Brésil        | 81–66         | Venezuela     | non mis en place  |
| 19e     | 2007  | Guanare               | Argentine (11) | 61–55  | Venezuela | Uruguay       | 69–66         | Brésil        | non mis en place  |
| 20e     | 2009  | Trinidad              | Argentine (12) | 63–50  | Uruguay   | Brésil        | 107–62        | Venezuela     | non mis en place  |
| 21e     | 2011  | Cúcuta                | Brésil (8)     | 74–48  | Argentine | Colombie      | 51–43         | Uruguay       | non mis en place  |
| 22e     | 2013  | Salto                 | Argentine (13) | 92–53  | Uruguay   | Brésil        | 94–56         | Colombie      | José Vildoza      |
| 23e     | 2015  | Resistencia           | Argentine (14) | 73–49  | Brésil    | Chili         | 69–56         | Paraguay      | Santiago Vaulet   |
| 24e     | 2017  | Lima                  | Chili          | 70–60  | Argentine | Équateur      | 80–63         | Colombie      | Ignacio Arroyo    |
| 25e     | 2019  | Santiago              | Brésil (9)     | 98–97  | Argentine | Uruguay       | 77–73         | Équateur      | Márcio Santos     |
| 26e     | 2022  | Caracas               | Brésil (10)    | 73–59  | Argentine | Équateur      | 63–60         | Uruguay       | Reynan Dos Santos |
| 27e     | 2023  | Valledupar            | Argentine (15) | 72–56  | Venezuela | Brésil        | 83–45         | Chili         | Felipe Minzer     |

## Médailles par pays
Tableau actualisé après le championnat 2023.
| Rang | Nation    | Or | Argent | Bronze | Total |
| ---- | --------- | -- | ------ | ------ | ----- |
| 1    | Argentine | 15 | 11     | 1      | 27    |
| 2    | Brésil    | 10 | 9      | 6      | 25    |
| 3    | Uruguay   | 1  | 3      | 13     | 17    |
| 4    | Chili     | 1  | 0      | 1      | 2     |
| 5    | Venezuela | 0  | 4      | 3      | 7     |
| 6    | Équateur  | 0  | 0      | 2      | 2     |
| 7    | Colombie  | 0  | 0      | 1      | 1     |

## Détail par pays
| Équipe    | 1955 | 1972 | 1973 | 1975 | 1977 | 1979 | 1981 | 1982 | 1984 | 1986 | 1988 | 1990 | 1992 | 1994 | 1996 | 1998 | 2000 | 2005 | 2007 | 2009 | 2011 | 2013 | 2015 | 2017 | 2019 | 2022 | 2023 | Total |
| --------- | ---- | ---- | ---- | ---- | ---- | ---- | ---- | ---- | ---- | ---- | ---- | ---- | ---- | ---- | ---- | ---- | ---- | ---- | ---- | ---- | ---- | ---- | ---- | ---- | ---- | ---- | ---- | ----- |
| Argentine | 1er  | 1er  | 1er  | 2e   | 2e   | 2e   | 1er  | 2e   | 3e   | 2e   | 1er  | 1er  | 2e   | 1er  | 1er  | 2e   | 1er  | 1er  | 1er  | 1er  | 2e   | 1er  | 1er  | 2e   | 2e   | 2e   | 1er  | 27    |
| Bolivie   |      | 7e   | 8e   | 7e   |      |      |      |      |      |      |      | 8e   | 5e   | 7e   |      | 7e   | 10e  | 7e   |      | 9e   |      | 9e   |      | 9e   |      | 8e   |      | 13    |
| Brésil    | 2e   | 2e   | 2e   | 1er  | 1er  | 1er  | 2e   | 3e   | 1er  | 1er  | 2e   | 2e   | 1er  | 3e   | 2e   | 1er  | 2e   | 3e   | 4e   | 3e   | 1er  | 3e   | 2e   |      | 1er  | 1er  | 3e   | 26    |
| Chili     | 4e   | 4e   | 6e   | 4e   | 8e   | 5e   | 6e   | 8e   | 6e   | 5e   | 7e   | 7e   |      | 6e   | 5e   | 8e   | 6e   |      | 6e   | 7e   | 6e   |      | 3e   | 1er  | 6e   | 7e   | 4e   | 24    |
| Colombie  | 6e   | 8e   |      |      | 6e   |      |      | 6e   | 5e   | 7e   | 6e   |      |      | 5e   | 6e   | 5e   | 5e   |      | 7e   | 5e   | 3e   | 4e   | 7e   | 4e   |      | 6e   | 6e   | 19    |
| Équateur  | 8e   |      |      |      | 4e   |      |      |      |      |      |      | 6e   | 4e   | 8e   | 9e   |      | 9e   |      | 8e   | 6e   | 7e   | 6e   | 8e   | 3e   | 4e   | 3e   | 7e   | 16    |
| Paraguay  |      |      | 7e   | 8e   | 7e   | 4e   | 4e   | 4e   |      |      | 4e   |      |      |      | 7e   | 4e   | 7e   | 5e   |      | 8e   | 8e   | 8e   | 4e   | 5e   |      |      | 8e   | 17    |
| Pérou     | 7e   | 6e   | 5e   | 6e   | 9e   |      |      | 7e   | 7e   | 6e   |      | 5e   |      |      | 8e   |      | 8e   | 6e   | 5e   |      |      | 7e   | 9e   | 8e   |      |      |      | 16    |
| Uruguay   | 3e   | 3e   | 3e   | 3e   | 3e   | 3e   | 3e   | 1er  | 4e   | 4e   | 3e   | 3e   | 3e   | 4e   | 3e   | 6e   | 4e   | 2e   | 3e   | 2e   | 4e   | 2e   | 6e   | 6e   | 3e   | 4e   | 5e   | 27    |
| Venezuela | 5e   | 5e   | 4e   | 5e   | 5e   |      | 5e   | 5e   | 2e   | 3e   | 5e   | 4e   |      | 2e   | 4e   | 3e   | 3e   | 4e   | 2e   | 4e   | 5e   | 5e   | 5e   | 7e   | 5e   | 5e   | 2e   | 25    |
| Total     | 8    | 8    | 8    | 8    | 9    | 5    | 6    | 8    | 7    | 7    | 7    | 8    | 5    | 8    | 9    | 8    | 10   | 7    | 8    | 9    | 8    | 9    | 9    | 9    | 6    | 8    | 8    |       |

Légende : en gras le pays organisateur.